# 韋索
韋索（法語：Ouésso）是剛果共和國的城鎮，也是桑加省的首府，位於該國北部桑加河畔，周圍是熱帶雨林每年平均降雨量1,598毫米，鎮上有機場設施，居民以俾格米人為主，2005年人口24,300。
01°37′N 16°03′E / 1.617°N 16.050°E